# 2002–2003-as magyar jégkorongbajnokság
A 66. első osztályú jégkorongbajnokságban hat csapat indult el. A mérkőzéseket 2002. október 1. és 2003. április 30. között rendezték meg.

## Az alapszakasz végeredménye
|    | Csapat          | M  | GY | D | V  | GK    | Pont |
| -- | --------------- | -- | -- | - | -- | ----- | ---- |
| 1. | Alba Volán      | 10 | 10 | 0 | 0  | 88–19 | 20   |
| 2. | Dunaferr        | 10 | 8  | 0 | 2  | 82–21 | 16   |
| 3. | Ferencvárosi TC | 10 | 6  | 0 | 4  | 59–37 | 12   |
| 4. | Miskolci JJSE   | 10 | 3  | 0 | 7  | 41–79 | 6    |
| 5. | Újpesti TE      | 10 | 3  | 0 | 7  | 31–78 | 6    |
| 6. | Győri ETO       | 10 | 0  | 0 | 10 | 9–76  | 0    |

## A rájátszás végeredménye
|    | Csapat          | M  | GY | D | V  | GK     | Pont |
| -- | --------------- | -- | -- | - | -- | ------ | ---- |
| 1. | Alba Volán      | 12 | 11 | 1 | 0  | 84–26  | 23   |
| 2. | Dunaferr        | 12 | 7  | 0 | 5  | 66–34  | 14   |
| 3. | Ferencvárosi TC | 12 | 4  | 2 | 6  | 50–60  | 10   |
| 4. | Miskolci JJSE   | 12 | 0  | 1 | 11 | 30–100 | 1    |

## Helyosztók
Döntő: Alba Volán – Dunaferr 5–0 (6–5, 6–1, 6–5 b., 3–2, 5–2)
Harmadik helyért: Ferencváros TC – Miskolc 2–0 (5–2, 9–5)

## A bajnokság végeredménye
1. Alba Volán-Fevita

2. Dunaferr SE

3. Ferencvárosi TC

4. Miskolci Jegesmedve JSE

5. Újpesti TE

6. Győri ETO

## Az Alba Volán bajnokcsapata
Barabás Miklós, Becze Zoltán, Bernei Gergely, Borostyán Gergely, Budai Krisztián, Csibi József, Dunai István, Fedor Pavel, Fodor Szabolcs, Gergely Csaba, Gröschl Tamás, Kangyal Balázs, Kiss Gábor, Kovács Csaba, Kovács Frank, Majoross Gergely, Markó Attila, Molnár Ádám, Ocskay Gábor, Ondrejcik Rastislav, Óvári Zoltán, Palkovics Krisztián, Rajz Attila, Rusznyák Karol, Sille Tamás, Simon Csaba, Svasznek Bence, Szuma Roland, Tóth Csaba, Tőkési Lajos

## A bajnokság különdíjasai
- A legtechnikásabb játékos (Miklós Kupa): Palkovics Krisztián (Alba Volán)
- A legjobb U18 játékos (Leveles Kupa): Szajbert Patrik (UTE)
- A legtechnikásabb játékos (Miklós Kupa): Kovács Csaba (Alba Volán)

## Külső hivatkozások
- a Magyar Jégkorong Szövetség hivatalos honlapja